# 92892 Robertlawrence
92892 Robertlawrence è un asteroide della fascia principale. Scoperto nel 2000, presenta un'orbita caratterizzata da un semiasse maggiore pari a 2,2754408 au e da un'eccentricità di 0,1200074, inclinata di 4,33202° rispetto all'eclittica.